# Storuman (commune)
La commune de Storuman est une commune suédoise du comté de Västerbotten. 6 595 personnes y vivent. Son chef-lieu se situe à Storuman.

## Localités principales
- Gunnarn
- Stensele
- Storuman
- Tärnaby